# Youyi (socken i Kina, Heilongjiang)
Youyi (kinesiska: 友谊, 友谊乡) är en socken i Kina. Den ligger i provinsen Heilongjiang, i den nordöstra delen av landet, omkring 160 kilometer nordväst om provinshuvudstaden Harbin. Antalet invånare är 25 294. Befolkningen består av 12 340 kvinnor och 12 954 män. Barn under 15 år utgör 16,0 %, vuxna 15-64 år 76 %, och äldre över 65 år 6,0 %.
Genomsnittlig årsnederbörd är 890 millimeter. Den regnigaste månaden är juli, med i genomsnitt 203 mm nederbörd, och den torraste är januari, med 4 mm nederbörd.